# George David Birkhoff
George David Birkhoff (Overisel, 21 marzo 1884 – Cambridge, 12 novembre 1944) è stato un matematico statunitense, noto soprattutto per quello che oggi viene chiamato teorema ergodico.
Birkhoff fu uno dei matematici statunitensi più influenti della sua generazione e nel periodo di maggiore attività fu considerato da molti il matematico americano preminente.
Il matematico Garrett Birkhoff (1911-1996) era suo figlio.

## Carriera
Birkhoff si laureò all'Università di Harvard. Egli completò il suo dottorato di ricerca presso l'Università di Chicago nel 1907 con una tesi sulle equazioni differenziali, sotto la supervisione di Eliakim Hastings Moore. In questo periodo fu molto influenzato dagli scritti di Henri Poincaré. Dopo aver tenuto corsi all'Università del Wisconsin e all'Università di Princeton, si trasferì all'Università di Harvard dove insegnò dal 1912 fino alla morte.

### Premi e onorificenze
Nel 1923 egli fu il primo a ricevere il Bôcher Memorial Prize dall'American Mathematical Society per il suo saggio contenente, tra l'altro, quello che è ora chiamato "processo di riduzione delle curve di Birkhoff".
Egli fu membro della National Academy of Science, dell'American Philosophical Society, dell'American Academy of Arts and Sciences, dell'Académie des Sciences di Parigi, dell'Accademia Pontificia delle Scienze, della London Mathematical Society e della Edimbourgh Mathematical Society.

### Cariche
- Vice presidente dell'American Mathematical Society, 1919.
- Presidente dell'American Mathematical Society, 1925-1926.
- Editore delle Transactions of the American Mathematical Society, 1920-1924.

## Lavori
Nel 1913 George Birkhoff dimostrò un caso particolare del Problema dei tre corpi dell'"ultimo teorema geometrico" (teorema del punto unito) di Poincaré, un risultato che lo rese famoso nel mondo. Nel 1928 pubblicò il testo Sistemi Dinamici. Egli scrisse sui fondamenti della relatività e della meccanica quantistica, pubblicando, con R. E. Langer, la monografia Relatività e Fisica moderna nel 1923. Nel 1923 inoltre Birkhoff dimostrò che la geometria di Schwarzschild dello spazio-tempo è l'unica soluzione a simmetria sferica delle equazioni di campo di Einstein nel vuoto. Una conseguenza è che i buchi neri non sono solo una mera curiosità matematica, ma potrebbero derivare da ogni stella sferica avente massa sufficiente.
Il risultato più durevole di Birkhoff è stata la scoperta nel 1931 di quello che è oggi chiamato teorema ergodico. Combinando intuiti dalla fisica sulle ipotesi ergodiche con la teoria della misura, questo problema risolve, almeno in linea di principio, un problema fondamentale della meccanica statistica. Il teorema ergodico ha anche avuto ripercussioni su dinamica, teoria della probabilità, teoria dei gruppi, e analisi funzionale. Egli ha anche lavorato sulla teoria dei numeri, sul problema di Riemann-Hilbert e sul teorema dei quattro colori. Egli propose una assiomatizzazione della geometria euclidea differente da quella di Hilbert; questo lavoro culminò nel suo testo Basic Geometry (1941).
Nel 1933 il suo Misura dell'estetica propose una teoria matematica dell'Estetica. Mentre scriveva il libro, passò un anno studiando arte, musica e poesia di varie culture del mondo. Nel 1938 il suo Elettricità come un Fluido metteva insieme le sue idee di filosofia e scienza.
La sua teoria di gravitazione del 1943 è alquanto sorprendente, poiché Birkhoff sapeva (ma sembrò non tenerne conto) che la sua teoria si applica solo a materia che è un fluido ideale nella quale la velocità del suono deve essere uguale alla velocità della luce.

## Accuse di antisemitismo
Durante gli anni 1930 molti matematici ebrei fuggivano dell'Europa e tentavano di ottenere lavoro negli Stati Uniti. Birkhoff fu accusato (tra gli altri da Albert Einstein e Norbert Wiener) di antisemitismo per aver fatto pressioni per impedire l'assunzione di ebrei in istituzioni statunitensi.
Le idee e le opinioni antisemitiche di Birkhoff sono ben documentate, ma Saunders Mac Lane, ebreo e molto amico e collaboratore di suo figlio Garrett Birkhoff, nel 1994 ha sostenuto che le pressioni di Birkhoff erano soprattutto dovute al suo desiderio di riservare posti a matematici nati e cresciuti negli Stati Uniti. Fino alla presa del potere in Germania da parte di Adolf Hitler nel 1933, molti statunitensi si recavano in Europa per conseguire un dottorato e la matematica negli Stati Uniti era considerata piuttosto di basso livello dai matematici europei.

## Alcune pubblicazioni
- 1913, Proof of Poincaré's geometric theorem, Trans. Amer. Math. Soc. 14 pp. 14–22
- 1917, Dynamical Systems with Two Degrees of Freedom, Trans. Amer. Math. Soc. 18 pp. 199–300